# 天文电报中央局
天文電報中央局（CBAT，Central Bureau for Astronomical Telegrams）是正式的國際組織，是關於瞬變天文事件資訊的交換中心。
CBAT收集和分發關於彗星、天然衛星、新星、超新星和其它瞬變天文事件的資訊。CBAT也確定發現的先後順序（誰得到發現它的功勞），並且分配新發現天體的最初標示和名稱。
CBAT代表國際天文學聯合會（IAU）分發《IAU通報》。從1920年至1992年，CBAT的大多數通報是通過定期的郵件發送，在緊急情況下發送電報；當電報被淘汰時，出於歷史的原因，"電報"被保留在機構的名稱中，仍繼續稱為天文電報中央局 。從1980年代中期，IAU通報和相關的"小行星通告"也都以電子方式提供。
CBAT是非營利組織，但它的服務須要收取費用，以為其繼續運作提供資金。

## 歷史
CBAT的前身是德國天文學會於1882年在德國基爾成立的中央局。在第一次世界大戰期間，它被遷移至丹麥哥本哈根的厄斯特沃爾天文台，由哥本哈根大學天文台維持它的運作。
在1922年，國際天文學聯合會使中央局成為它正式的組織，稱為Bureau Central des Télégrammes Astronomiques（天文電報中央局的法文名稱），並且在哥本哈根繼續運作到1965年，之後移轉到哈佛大學天文台，由史密松天文物理天文台繼續運作。
迄今，它依然在麻塞諸塞州的劍橋。從1883年起，哈佛大學天文台就一直在運作西半球的中央局，直到1964年底才因為國際天文學聯合會的CBAT遷移過來而停止運作，並在1965年順理成章的承接下CBAT的業務。

## 大眾文化
如此重要的一個機構，CBAT幾乎從未出現在大眾文化中。在1996年末，英國的 發現科學介紹木星的紀錄片，在提到伽利略號太空船紀錄舒梅克－李維九號彗星撞木星時，曾提到CBAT的功用與特性。

## 外部連結
- IAU: Central Bureau for Astronomical Telegrams （页面存档备份，存于） homepage
- The Central Bureau for Astronomical Telegrams: A Case Study in Astronomical Internationalism （页面存档备份，存于）